# Бело масно ткиво
Бело масно ткиво (БМТ) или бела маст је један од два типа масног ткива код сисара. Друга врста масног ткива је тамно масно ткиво.
У здравих, негојазних људи, бело масно ткиво чини чак 20% укупне телесне тежине код мушкараца и 25% телесне код жена. Његове ћелије садрже једну велику капљицу масти, која гура нуклеус да се стисне уз танки обод на периферији. Имају рецепторе за инсулин, полне хормоне, норепинефрине и глукокортикоиде.
Бело масно ткиво се користи за складиштење енергије. По изласку инсулина из панкреаса, његови рецептори у белим масним ћелијама изазвају каскаду дефосфорилације која доводи до инактивације липазе која је осетљива на хормоне. Раније се мислило да је по изласку глукагона из панкреаса, његови рецептори узрокују каскаду фосфорилације која активира те липазе, изазивајући разградњу похрањених масноћа до масних киселина, који их износе у крв и вежу за албумин и глицерол, који у крв улазе слободно. Ту данас заправо нема доказа да глукагон има било какав утицај на бело масно ткиво. За глукагон се сада мисли да је искључиво у јетри као окидач гликогенолизе и глукоге неогенезе. Окидачи за овај процес у белом масном ткиву су, како се сада сматра, адренокортикотропни хормон (АЦТХ), адреналин и норадреналин. Масне киселине улазе у мишиће и срчано ткиво као извор горива, а глицерол иде у јетру за глуконеогенезу.
Бело масно ткиво делује и као топлотни изолатор, помажући у одржавању телесне температуре.
Хормон лептин се првенствено производи у адипоцитима бијелог масног ткива, где се производи још један хормон, аспросин.
Налази се по цијелом тијелу осим у веђама, пенису, мошницама и читавој ушки осим у ресици.
Главна обележја белог масног ткива
| Структура                      | Карактеристике |
| Ћелије                         | - У цитоплазми имају једну велику капљицу жуте масти. Боја варира и потиче од каротеноида у масним капљицама - Округле, али у ткиву су збијене па су полигоналноидне - Једра спљоштена и перибијена уз руб станице. Најдебљи руб цитоплазме оружује једро, а има Голџијев апарат, митохондрије, слабо назначене цистерне храпавог ендоплазматског ретикулума и слободне полирибосоме - Танки руб цитоплазме око масне капљице има мјехуриће глатког ендоплазматског ретикулума, мало микротубула и мног мјехурића за пиноцитоту - Капљице масти окружене интермедијарним филаментима виментина - Свака масна ћелија окружена је базалном ламином која је подијељене у режњеве везивног ткива са доста крвних судова и живаца - Сваку ћелију облажу ретикулинска влакна која су испреплетена у мрежицу обавијају сваку од њих и их међусобно их уједињују. |
| Масне киселине                 | - Настају липолизом у тим масти из хране - У храни је у облику хиломикронских триглицерида, синтетизираних јетрених триглицерид и ускладиштених у масном ткиву у облику ВЛДЛ, као синтезом триглицерида од слободних масних киселина и глицерола из глукозе у самим масним ћелијама. |
| Хиломикрони                    | - Телешца која се стварају у цревним епителним ћелијама, апсорбирана у крвну плазму и лимфу мезентерија - Грађени су од централне структуре претежно од триглицерида и нешто холестеролских естера, који су окружени стабилизацијским слојем од аполипопротеина, холестерола и фосфолипида |
| Липопротеини врло мале густоће | - У површинском слоју имају релативно више липида, јер су мањи - На површини такођер садрже различите аполипопротеине и, за разлику од хиломикрона, имају више холестеролских естера него триглицерида |
| Хиломикрони и ВЛДЛ             | - Хидролизирају се помоћу липопротеин-липазе на унутрашњој површини зида крвних капилара масног ткива - Липопротеин-липаза синтетизира се у маснимћелијама и преноси до мембране капиларног ендотела - Масне киселине у адипоцитима реагирају са глицеролфосфатом (међупродукт метаболизма глукозе) када се стварају триглицериди који се складиште у виду триглицеридних капљица - У уношењу и складиштењу липида, активно учествују и митохондрије и глатки ендоплазматски ретикулум - Пренос масних киселина кроз цитоплазму у масну капљицу није сасвим познат; мосли се да за трансфер служе специфичне беланчевине. |
| Хистогенеза                    | - Масне ћелије воде поријркло од липобласта који настају од мезенхима - Личе на фибробласте, али имају способност накупљања масти у цитоплазми - Капљице масти су најприје међусобно одвојене, али се убрзо стапају у једну већу кап. *Липобласти или незреле масне ћелије са више од једне капљице масти су адипоцити - Депои масти мултилокулском стању почињу се накупљати у 30. седмици трудноће - Након рођења нове масне ћелије настајуоко малих крвних судова, у којима има недиференцираног мезенхима, а након рођења исхрана и остали утјецаји доводе до повећања броја адипоцита - Након тог периода, њихов број се не расте. |